# Prudentius
Aurelius Prudentius Clemens, deutsch manchmal auch Prudenz, (* 348; † nach 405) war ein christlich-spätantiker Dichter.

## Leben

### Kindheit und Ausbildung
Prudentius wurde in der römischen Provinz Tarraconensis (nördliches Spanien) geboren. Sein genauer Geburtsort ist aber ungewiss: Es könnte sich um Caesaraugusta (Saragossa), um Tarraco (Tarragona) oder um Calagurris (Calahorra) gehandelt haben. Seiner eigenen Aussage zufolge kam er im Amtsjahr des Konsuls Salia (348) zur Welt. Über seine Familie sind keine Informationen vorhanden, es scheint sich aber um ein christliches und nicht unvermögendes Elternhaus gehandelt zu haben.
Nach dem Besuch der Elementarschule kam Prudentius auf eine weiterführende Schule, an die er später wie an seine gesamte Kindheit wegen der strengen Erziehungsmethoden keine gute Erinnerung hatte. Eine weitere Jugenderinnerung war die an die Regierung Kaiser Julians, der von 360 bis 363 im Amt war und dessen christenfeindliche Politik Prudentius – der also anscheinend bereits christlich erzogen war – ablehnte. Am 17. März eines unbekannten Jahres (vielleicht 365) legte er zeremoniell die Männertoga an, wurde für volljährig erklärt und wurde in die Bürgerliste aufgenommen. Daran schloss sich die rhetorische und juristische Ausbildung an, die er vermutlich entweder in Caesaraugusta oder in Tarraco absolvierte, auch wenn ebenso Burdigala (Bordeaux) oder Rom in Erwägung gezogen wurden.

### Juristische und administrative Tätigkeit in Spanien
Nach Abschluss des Studiums musste Prudentius vermutlich zunächst, wie zu dieser Zeit üblich, in seiner Heimatstadt den Pflichten der Kurialen nachkommen. Nach einer anschließenden Assistenztätigkeit als supernumerarius bei einem anderen Anwalt konnte er sich nach einigen Jahren selbstständig machen und wurde in das collegium togatorum, die Berufskorporation der Anwälte aufgenommen. Dies berechtigte dazu, Mandanten vor dem Provinzgericht eines Statthalters zu vertreten. Prudentius scheint seine juristische Tätigkeit in seiner Heimat, also in der Provinzhauptstadt Tarracco, ausgeübt zu haben, zumindest findet sich kein Hinweis auf einen längeren Aufenthalt in der Fremde in seinem Werk.
Die Tätigkeit als selbstständiger Anwalt war, um immer wieder Platz für nachrückende Generationen freizumachen, gesetzlich auf 20 Jahre begrenzt und wurde mit der Verleihung verschiedener Privilegien offiziell beendet. Bei Prudentius ist letzteres wohl in die erste Hälfte der 390er Jahre zu datieren. In der Folge wurde ihm das Amt des Statthalters (praeses) der Provinz Hispania Tarraconensis angetragen. Nach dessen Ausübung wurde er in den Rang eines vir spectabilis erhoben und durfte an den Sitzungen des Senats in Rom teilnehmen. Wenig später wurde er Statthalter einer zweiten Provinz. Seine genaue Kenntnis der Stadt Emerita Augusta (heute Mérida) könnte ein Hinweis dafür sein, dass es sich dabei um Lusitanien handelte, da dieses von Emerita Augusta aus verwaltet wurde. Seine beiden Statthalterschaften charakterisiert Prudentius in seiner Praefatio folgendermaßen: „Guten half ich zum Recht, Schuldigen hat Furcht eingeflößt mein Wort.“

### Leben am Kaiserhof, Rückzug und Romreise
In Anerkennung seiner bisherigen Leistungen wurde Prudentius an den Hof des Kaisers Honorius in die damalige Reichshauptstadt Mailand gerufen. Dort gehörte er zum engeren Beraterkreis, genauere Informationen zu seiner Position und Tätigkeit sind aber nicht bekannt. Wenige Jahre später, ungefähr 400, kam er in eine Lebenskrise und entschloss sich, sein weiteres Leben Gott zu widmen. Also zog er sich vom öffentlichen Leben zurück, ging wieder in seine Heimatstadt und konzentrierte sich fortan auf die Verherrlichung Gottes. Prudentius lebte nun als Asket, fastete täglich bis zum Abend und nahm keinerlei tierische Nahrung zu sich. Erst in dieser Zeit begann er mit der schriftstellerischen Tätigkeit, mit der er sich „in der himmlischen Vorhalle als wohlfeiles Gefäß einen Platz“ erwerben wollte. So entstand in einer kurzen Zeit von ungefähr vier bis fünf Jahren sein komplettes erhaltenes Œuvre, das insgesamt 10890 Verse umfasst.
Wohl Anfang 401 begann er eine Reise, die ihn durch Südfrankreich und das Potal zur Kirche des Heiligen Cassian in Imola und schließlich nach Rom führte. Dort hielt er sich etwa ein Jahr auf, besichtigte die bedeutenden Bauten der Stadt und nahm an kirchlichen Feiern sowie Gladiatorenkämpfen teil. Davon abgesehen führte er auf christlichen Friedhöfen sowie in den kaiserlichen Archiven Recherchen über die Märtyrer der Christenverfolgungen im Römischen Reich durch. Im Frühling/Frühsommer 402 kehrte er nach Spanien zurück und setzte sein asketisches Leben fort.

### Weiteres Leben und Überlieferung der Schriften
Zurück in der Heimat führt er seine literarische Tätigkeit weiter. Etwa 404/405 stellte er seine gesammelten Werke zusammen, ergänzte ein Vorwort und ein Nachwort und veröffentlichte sie. Ab diesem Zeitpunkt sind keine historischen Informationen mehr über ihn bekannt. Vermutlich starb Prudentius in seiner Heimatprovinz Tarraconensis, das Todesjahr ist aber ungewiss.
Die Sammlung seiner Gedichte ist durch zahlreiche mittelalterliche Handschriften gut überliefert; stellenweise trägt sie Spuren späterer dogmatischer Überarbeitung.

## Bedeutung
Prudentius ist der bedeutendste christliche Dichter der Antike. Die Gesamtausgabe seiner Werke erschien im Jahr 405. Seine Dichtung ist beeinflusst von frühchristlichen Schriftstellern wie Tertullian, Cyprian, und Ambrosius von Mailand sowie durch die Bibel und die Märtyrerakten. Er nutzte aber auch seine umfassenden Kenntnisse heidnischer Texte und lehnt sich sprachlich an heidnische Vorbilder an. Sein Weihnachtshymnus Divinum Mysterium („Corde natus ex parentis“) und der Hymnus für Epiphanias O sola magnarum urbium, beide aus dem Cathemerinon, sind heute noch in Gebrauch. In seinem Werk Contra Symmachum ist der Bezug auf die ambrosianische Romidee greifbar, die den Gedanken von der Größe Roms mit der Erneuerung durch das Christentum aufgreift.
Sein einflussreichstes Werk ist aber die Psychomachia, das erste allegorische Gedicht der lateinischen Literatur; sie war Anregung und Quelle für die mittelalterlichen Allegorien.
Prudentius war im Mittelalter sehr populär und wurde auch im Schulunterricht gelesen. Es sind über 300 Handschriften überliefert, die älteste stammt aus dem 6. Jahrhundert.

## Werke
- Liber Cathemerinon (deutsch: Tageszeitenbuch): umfasst 12 in lyrischen Strophen verfasste Gedichte zu verschiedenen Tageszeiten und zu Kirchenfesten
- Liber Peristephanon (deutsch: Märtyrerpreis): enthält 14 in lyrischen Strophen verfasste Gedichte auf spanische und römische Märtyrer
- Die Apotheosis (deutsch: Vergöttlichung): ein hexametrisches Lehrgedicht; attackiert Leugner der Dreifaltigkeit und der Gottheit Jesu
- Hamartigenia (deutsch: Ursprung der Sünde): ein weiteres hexametrisches Lehrgedicht; die Einleitung greift den gnostischen Dualismus Marcions und seiner Anhänger an
- Psychomachia (deutsch: Kampf der Seele): beschreibt in knapp 1000 Hexametern den Kampf des personifizierten Glaubens, vereint mit den sieben Kardinaltugenden, gegen die sieben Laster um die menschliche Seele
- Libri contra Symmachum (deutsch: Bücher gegen Symmachus): wenden sich gegen die Bittschrift des heidnischen Senators Quintus Aurelius Symmachus, der Altar der Victoria solle im Senatshaus wieder aufgestellt werden
- Dittochaeon (deutsch: Die doppelte Speisung): umfasst 49 vierzeilige Epigramme zu Bildern aus dem Alten und Neuen Testament

## Ausgaben
Vollständige Ausgaben
- Johannes Bergman: Aurelius Prudentius Clemens, Carmina. Hoelder-Pichler-Tempsky, Wien/Leipzig 1926.
- Maurice Lavarenne: Prudence. Texte établi et traduit. 4 Bände, Les Belles Lettres, Paris 1943–1951.
- H. J. Thomson: Prudentius. With an English translation (Loeb Classical Library. Bände 387 und 398). 2 Bände, Heinemann, Cambridge (Mass.)/London 1949–1953 (Nachdrucke 1993 und 1995).
- Maurice P. Cunningham: Aurelius Prudentius Clemens, Carmina. Brepols, Turnhout 1966.
- Wolfgang Fels (Hrsg.): Prudentius. Das Gesamtwerk (= Bibliothek der mittellateinischen Literatur. Band 9). Hiersemann, Stuttgart 2011, ISBN 978-3-7772-1111-4.

Ausgaben einzelner Werke
- Ursmar Engelmann: Die Psychomachie des Prudentius. Einführung und Übersetzung. Herder, Freiburg 1959.
- Renate Pillinger: Die tituli historiarum oder das sogenannte Dittochaeon des Prudentius. Versuch eines philologisch-archäologischen Kommentars (Denkschriften der philosophisch-historischen Klasse.) Verlag der Österreichischen Akademie der Wissenschaften, Wien 1980, ISBN 3-7001-0342-5.
- Prudentius: Contra Symmachum. Gegen Symmachus. Lateinisch-deutsch. Übersetzt und eingeleitet von Hermann Tränkle. Brepols, Turnhout 2008, ISBN 978-2-503-52948-6.
- Prudentius: The origin of sin. An English translation of the Hamartigenia. Übersetzt und eingeleitet von Martha A. Malamud. Cornell University Press, Ithaca 2011, ISBN 978-0-8014-4222-3.
- Gerard O’Daly: Days linked by song. Prudentius' Cathemerinon. Oxford University Press, Oxford 2012, ISBN 978-0-19-926395-0.
- Magnus Frisch: Psychomachia. Einleitung, Text, Übersetzung und Kommentar (= Texte und Kommentare. Band 62). De Gruyter, Berlin/Boston 2020, ISBN 3-11-062843-0.